# Resolució 773 del Consell de Seguretat de les Nacions Unides
La Resolució 773 del Consell de Seguretat de les Nacions Unides fou adoptada el 26 d'agost de 1992. Després de recordar les resolucions 687 (1991) i 689 (1991), el Consell va considerar el treball de la Comissió de Demarcació de Fronteres Iraq-Kuwait establerta el 2 de maig de 1991, i va reiterar la seva posició que compliria qualsevol violació de l'alto el foc a la zona zona desmilitaritzada.
El Consell va subratllar que la Comissió no volia reassignar el territori a la frontera, però per primera vegada és demarcat el límit establert en els "Acords aprovats entre l'Estat de Kuwait i la República de l'Iraq pel que fa a la restauració de relacions d'amistat, reconeixement i assumptes relacionats" signat el 4 d'octubre de 1963 per Iraq i Kuwait. També va acollir amb beneplàcit la decisió de la Comissió de considerar la secció oriental de la frontera en el proper període de sessions i va instar que es demarqués el més aviat possible. La Comissió va completar el seu treball al novembre de 1992.
La resolució va ser aprovada per 14 vots contra cap, mentre que Equador es va abstenir.